# 普林斯維爾 (夏威夷州)
普林斯維爾（英語：Princeville）是位於美國夏威夷州可愛縣的一個人口普查指定地區。

## 地理
普林斯維爾的座標為22°13′25″N 159°29′07″W / 22.22361°N 159.48528°W，而該地最高點為海拔高度59米（即194英尺）。

## 人口
根據2010年美國人口普查的數據，普林斯維爾的面積為6.36平方千米，當中陸地面積為6.20平方千米，而水域面積為0.16平方千米。當地共有人口2158人，而人口密度為每平方千米339.31人。